# Jaroslav Popovyč
Jaroslav Pavlovyč Popovyč (in ucraino Ярослав Павлович Попович?; Drohobyč, 4 gennaio 1980) è un ex ciclista su strada ucraino. Campione del mondo in linea Under-23 nel 2001, fu professionista dal 2002 al 2016, classificandosi terzo al Giro d'Italia 2003 e vincendo la Volta Ciclista a Catalunya 2005 e una tappa al Tour de France 2006.

## Carriera
Corse da dilettante in Italia, nella Zoccorinese-Vellutex, una squadra tosco-lombarda con la quale colse diversi successi, soprattutto nel 2001, in primis la prova in linea di categoria ai campionati del mondo Under-23 di Lisbona, ma anche numerose gare del calendario internazionale quali Giro delle Regioni, Giro della Valle d'Aosta, Gran Premio Palio del Recioto, Trofeo Banca Popolare di Vicenza e Paris-Roubaix Espoirs in Francia.
Passò professionista nel 2002 con la Landbouwkrediet-Colnago, squadra belga. Al suo debutto al Giro d'Italia di quell'anno si piazzò dodicesimo; nell'edizione successiva fu invece terzo nella generale, dietro a Gilberto Simoni e Stefano Garzelli. Nel 2004 conquistò la maglia rosa al Giro nella cronometro di Trieste, indossandola per tre giorni; al termine della corsa arrivò quinto. L'anno dopo passò alla squadra statunitense Discovery Channel, che faceva parte del circuito UCI ProTour, e vinse la classifica dei giovani al Tour de France, succedendo ad altri ciclisti dell'est come Denis Men'šov e Vladimir Karpec.
Nel 2006 prese nuovamente parte al Tour de France questa volta come co-capitano della squadra. Si aggiudicò con una fuga la dodicesima tappa con arrivo a Carcassonne ma, a causa di un rendimento molto discontinuo, non riuscì mai ad impensierire i vari pretendenti al successo finale e chiuse la corsa al venticinquesimo posto. L'anno dopo corse il Giro d'Italia ma cadde due volte e fu costretto al ritiro; in luglio disputò quindi il Tour de France aiutando i suoi capitani Alberto Contador, che vincerà la corsa, e Levi Leipheimer, terzo. Ottenne nella stessa competizione l'ottavo posto nella classifica generale, suo miglior piazzamento alla Grande Boucle.
Nel 2008 passò alla squadra belga Silence-Lotto, con la quale finì sul podio, come terzo classificato, alla Parigi-Nizza, mentre nel 2009 gareggiò con il team Astana, prendendo il via sia al Giro d'Italia (concluse dodicesimo) che al Tour de France. Per la stagione 2010 venne messo sotto contratto con il Team RadioShack, la neonata squadra creata da Lance Armstrong. Il suo 2011 si aprì con un ventitreesimo posto alla Milano-Sanremo e, successivamente, un Giro d'Italia in cui fu protagonista di diverse fughe, senza esito positivo; al Tour de France di quell'anno, vittima di due cadute nel corso della quinta tappa, si ritirò invece prima della decima frazione.
Al termine della Parigi-Roubaix 2016, annuncia il proprio ritiro dalle corse.

## Palmarès
- 2000 (Under-23, Palazzago Zoccorinese Vellutex)

Gran Premio Chianti Colline d'Elsa
Gran Premio di Poggiana
Trofeo Paolin Fornero
Pistoia-Livorno
1ª tappa, 1ª semitappa Giro della Valle d'Aosta (Courmayeur > Bourg-Saint-Maurice)
Classifica generale Giro della Valle d'Aosta
Classifica generale Tour de la Nouvelle-Calédonie
- 2001 (Under-23, Palazzago Zoccorinese Vellutex)

Firenze-Viareggio
Giro del Montalbano
Gara Ciclistica Milionaria di Montappone
Firenze-Empoli
Trofeo Banca Popolare di Vicenza
Giro del Belvedere
Gran Premio Palio del Recioto
2ª tappa Giro delle Regioni
4ª tappa Giro delle Regioni (Marina di Carrara > Carrara)
Classifica generale Giro delle Regioni
Paris-Roubaix Espoirs
Trofeo Pietra d'Oro
3ª tappa Giro della Valle d'Aosta (Bourg-Saint-Maurice > Taninges)
5ª tappa Giro della Valle d'Aosta (Quart > Verrès)
Classifica generale Giro della Valle d'Aosta
Trofeo Rigoberto Lamonica
Campionato del mondo, In linea Under-23
Coppa d'Inverno
- 2002 (Landbouwkrediet, due vittorie)

Poreč Trophy
Gran Premio di Ginevra
- 2005 (Discovery Channel, una vittoria)

Classifica generale Volta Ciclista a Catalunya
- 2006 (Discovery Channel, tre vittorie)

2ª tappa Vuelta a Castilla y León (Almenara > Olmedo)
2ª tappa Tour de Georgia (Fayetteville > Rome)
12ª tappa Tour de France (Luchon > Carcassonne)
- 2007 (Discovery Channel, una vittoria)

5ª tappa Parigi-Nizza (Sorgues > Manosque)

### Altri successi
- 2000 (Under-23, Palazzago Zoccorinese Vellutex)

Classifica GPM Giro della Valle d'Aosta
Classifica giovani Giro della Valle d'Aosta
- 2001 (Under-23, Palazzago Zoccorinese Vellutex)

Classifica a punti Giro della Valle d'Aosta
Classifica GPM Giro della Valle d'Aosta
Classifica giovani Giro della Valle d'Aosta
Classifica GPM GP Tell
- 2002 (Landbouwkrediet, due vittorie)

Classifica giovani Tour de la Region Wallonne
- 2004 (Landbouwkrediet, una vittoria)

Coppa Lella Mentasti - GP Città di Stresa, Trofeo Città di Borgomanero (crono coppie con Serhiy Honchar)
- 2005 (Discovery Channel)

4ª tappa Tour de France (Tours > Blois, cronosquadre)
Classifica giovani Tour de France
- 2009 (Astana)

4ª tappa Tour de France (Montpellier > Montpellier, cronosquadre)

## Piazzamenti

### Grandi Giri
- Giro d'Italia

2002: 12º
2003: 3º
2004: 5º
2007: ritirato (13ª tappa)
2009: 11º
2011: 63º
2013: 133º
- Tour de France

2005: 10º
2006: 23º
2007: 8º
2008: 23º
2009: 39º
2010: 82º
2011: non partito (10ª tappa)
2012: 76º
- Vuelta a España

2008: 52º
2013: 85º
2014: 115º
2015: 132º

### Classiche monumento
- Milano-Sanremo

2003: 53º
2004: 24º
2007: 28º
2008: 48º
2009: 62º
2011: 23º
2012: 79º
2013: 69º
2014: 52º
2015: ritirato
2016: 119º
- Giro delle Fiandre

2010: ritirato
2012: 82º
2013: ritirato
2014: ritirato
2015: ritirato
2016: 79º
- Parigi-Roubaix

2009: 50º
2010: 30º
2012: ritirato
2013: 101º
2014: 114º
2015: 115º
2016: 86º
- Liegi-Bastogne-Liegi

2004: 28º
2007: 22º
2008: ritirato
2010: 101º
- Giro di Lombardia

2002: 74º
2003: ritirato
2004: ritirato
2008: ritirato
2012: ritirato
2014: ritirato
2015: ritirato

### Competizioni mondiali
- Campionati del mondo su strada

Valkenburg 1998 - Cronometro Juniores: 36º
Valkenburg 1998 - In linea Juniores: 26º
Verona 1999 - In linea Under-23: 51º
Plouay 2000 - In linea Under-23: 2º
Lisbona 2001 - In linea Under-23: vincitore
Lisbona 2001 - Cronometro Under-23: 4º
Zolder 2002 - In linea Elite: 56º
Hamilton 2003 - In linea Elite: ritirato
Verona 2004 - In linea Elite: ritirato
Madrid 2005 - Cronometro Elite: 32º
Salisburgo 2006 - In linea Elite: 75º
Varese 2008 - In linea Elite: ritirato
Limburgo 2012 - In linea Elite: ritirato
Limburgo 2012 - Cronosquadre: 8°
Toscana 2013 - In linea Elite: ritirato
Toscana 2013 - Cronosquadre: 5°
Ponferrada 2014 - Cronosquadre: 7°
- Giochi olimpici

Atene 2004 - In linea: 68º
Pechino 2008 - In linea: 35º

### Competizioni europee
- Campionati europei

Kielce 2000 - In linea Under-23: 77°
Apremont 2001 - In linea Under-23: 15°